# Élections municipales de 2008 à Perpignan
Les élections municipales françaises de 2008 à Perpignan visent à procéder au renouvellement du conseil municipal. Elles ont lieu en mars 2008. Le tribunal administratif de Montpellier a annulé le scrutin pour fraude. L'annulation a été confirmée par le Conseil d'État.

## Candidats
- Clotilde Ripoull
- Michaël Cufi
- Jean Codognès, DVG
- Louis Aliot, FN
- Jean-Paul Alduy, UMP
- Jacqueline Amiel-Donat

## Résultats
| Tête de liste            | Tête de liste          | Liste | Premier tour | Premier tour | Second tour | Second tour | Sièges | Sièges |  |
| Tête de liste            | Tête de liste          | Liste | Voix         | %            | Voix        | %           | CM     | CC     |  |
| ------------------------ | ---------------------- | ----- | ------------ | ------------ | ----------- | ----------- | ------ | ------ |  |
|                          | Jean-Paul Alduy        | UMP   | 14 372       | 38,88        | 19 072      | 45,48       | 41     |        |  |
|                          |                        |       | 14 372       | 38,88        | 19 072      | 45,48       | 41     |        |  |
|                          | Jacqueline Amiel-Donat |       | 7 454        | 20,16        | 18 498      | 44,11       | 12     |        |  |
|                          |                        |       | 7 454        | 20,16        | 18 498      | 44,11       | 12     |        |  |
|                          | Jean Codognès          | DVG   | 5 591        | 15,12        |             |             |        |        |  |
|                          |                        |       | 5 591        | 15,12        |             |             |        |        |  |
|                          | Louis Aliot            | FN    | 4 543        | 12,29        | 4 368       | 10,42       | 2      |        |  |
|                          |                        |       | 4 543        | 12,29        | 4 368       | 10,42       | 2      |        |  |
|                          | Clotilde Ripoull       |       | 3 154        | 8,53         |             |             |        |        |  |
|                          |                        |       | 3 154        | 8,53         |             |             |        |        |  |
|                          | Michaël Cufi           |       | 1 854        | 5,02         |             |             |        |        |  |
|                          |                        |       | 1 854        | 5,02         |             |             |        |        |  |
|                          |                        |       |              |              |             |             |        |        |  |
| Votes valides            |                        |       |              |              |             |             |        |        |  |
| Votes blancs             |                        |       |              |              |             |             |        |        |  |
| Votes nuls               |                        |       |              |              |             |             |        |        |  |
| Total                    | Total                  | Total |              | 100          |             | 100         |        |        |  |
| Abstention               |                        |       |              |              |             |             |        |        |  |
| Inscrits / participation |                        |       |              |              |             |             |        |        |  |

## Annulation du scrutin
Le tribunal administratif de Montpellier a annulé le 7 octobre 2008 l'élection, remportée par le sénateur UMP Jean-Paul Alduy, estimant que la fraude « à la chaussette » était avérée et que le faible écart de voix entre les candidats pouvait altérer la sincérité du résultat. Le Conseil d'État a annoncé le 23 avril 2009 avoir confirmé l'annulation des élections.